# Craig Armstrong
Craig Armstrong (* 29. dubna 1959, Glasgow, Skotsko, Spojené království) je skotský hudební skladatel, důstojník Řádu britského impéria. Je celosvětově znám, především komponováním filmové hudby.
Za své práce získal mnoho ocenění, mimo jiné i cenu BAFTA, Zlatý glóbus nebo cenu Grammy. Jeho nejznámější práce se vztahují k filmům: Láska nebeská, Moulin Rouge!, Romeo a Julie, World Trade Center, Královna Alžběta: Zlatý věk a dalším.

## Kariéra
V letech 1977–1981 vystudoval komponování a hru na klavír na anglické Royal Academy of Music. V té době získal první ze svých ocenění – cenu Charlese Lucase za komponování hudby. Po ukončení svých studií, v roce 1984, pracoval jako specialista na hudbu a tanec ve Strathclyde Regional Council. V letech 1994–2002 pracoval pro Královskou Shakespearovskou společnost, která mu zadala práci napsat hudbu pro krátký film Broken Heart. V roce 2001 obdržel ocenění BAFTA, Zlatý glóbus, Cenu Amerického filmového institutu, World Soundtrack Award a Golden Satellite Award za hudbu k muzikálu Moulin Rouge!. Stal se velmi populárním a pracoval již s takovými umělci jako Madonna, U2, Luciano Pavarotti nebo Massive Attack.